# Колпино (Вологодская область)
Колпино — упразднённая в 2022 году деревня в Бабаевском районе Вологодской области России. Включёна в черту города Бабаево.

## География
Расположена на правом берегу реки Колпь. Расстояние по автодороге до районного центра Бабаево — 12 км. Ближайшие населённые пункты — Бабаево, Высоково, Заготскот.

## История
Входила в городское поселение город Бабаево, с точки зрения административно-территориального деления — в Володинский сельсовет.
Постановлением Правительства Вологодской области от 18 октября 2021 года упразднена и к 1 декабря 2021 года включена в черту города Бабаево.

## Население
| 2002 | 2010 |
| ---- | ---- |
| 17   | ↗22  |

По переписи 2002 года население — 17 человек.

## Инфраструктура
Личное подсобное хозяйство с зоной сельскохозяйственного использования, индивидуальная застройка усадебного типа.

## Транспорт
Колпино доступно автотранспортом.